# Каган (город)
Каган (узб. Kogon / Когон; до 1935 — Новая Бухара) — город (с 1929), административный центр Каганского района Бухарской области Узбекистана.
В городе расположены 2 археологических и 32 архитектурных памятника культурного наследия Узбекистана. Самыми известными из них считаются: Дворец эмира Бухарского, архитектурные памятники старой части города: здание Российского императорского политического агентства, храм Николая Чудотворца, синагога и другие.

## История
Российская империя стремилась быстрее связать новые земли с центром империи современными торговыми путями. Самым совершенным решением этой задачи являлось строительство железных дорог.
Каган был основан как русский поселок Новая Бухара для железнодорожников.
Построенный в 1888 году в 12 километрах от Бухары для обслуживания станций и путей на Закаспийской железной дороге, посёлок со временем стал также своеобразным городом-посольством.
В те времена земельные участки для строительства жилых домов продавались от бухарского правительства по цене около 50 копеек (3 бухарских тенги) за квадратную сажень.
Помимо жилых домов сотрудников железной дороги, в нём расположилось специальное учреждение, управляющее дипломатическими отношениями между Российской империей и Бухарским эмиратом.
В 1890 году было уже несколько транспортных контор, несколько магазинов и лавок, почтово-телеграфная контора.
В 1892 году возникла православная церковь, было открыто приходское училище и учрежден мировой суд. В 1894 году открылось отделение Государственного банка, а затем и таможня.
14 августа 1895 года по приказу эмира Сеид Абдулахад-хана началось строительство нового дворца в связи с ожидавшимся прибытием в Туркестан российского императора.
Спроектировал дворец Алексей Леонтьевич Бенуа. Строительство было завершено в 1898 году бухарскими и русскими мастерами под руководством инженера Дубровина. В 1910 году начал свою деятельность Каганский маслозавод.
В годы установления советской власти в Средней Азии и Туркестане Каган оказался в центре бурных революционных событий.
Командующий Туркестанским фронтом М.В. Фрунзе придавал большое значение частям Каганского гарнизона в операции по ликвидации Бухарского эмирата.
Им был поручен захват Бухары, где сосредотачивались основные силы противника. Каганская группа перешла в наступление 29 августа 1920 года и выполнила поставленную задачу.
Посёлок, разместившийся в местности Каган, находящейся на высоте 235 м над уровнем моря, вскоре становится городком европейского типа.
С 1935 года Новая Бухара стала называться Каганом.
| | | | | |
| Здание бывшего телеграфа эпохи Российской империи. Архитектурный памятник Узбекистана республиканского значения. 2020 год. | Бывшая синагога эпохи Российской империи. Архитектурный памятник Узбекистана республиканского значения. 2020 год. | Бывшие резиденция политического агента Российской империи и православная церковь. Архитектурные памятники Узбекистана республиканского значения. 2020 год. | Бывшая резиденция политического агента Российской империи. Возведена на средства бухарского эмира Абдулахад-хана. 2020 год. | Бывшая православная церковь при Политагенства Российской империи. Архитектурный памятник Узбекистана республиканского значения. 2020 год. |

## Экономика
23 мая 1961 года приказом руководства Главного управления газовой промышленности при Совете Министров СССР №123 в городе была организована дирекция газопровода «Бухара-Урал».
В 40 км от Кагана находится Каганская группа газовых месторождений, состоящая из 4-х площадей: Сары-Таш, Караул-Базар, Джаркак и Сеталан-Тепе.
Также имеются масложировой и хлопкоочистительный заводы. 22 сентября 2011 года состоялось открытие предприятия по производству КНАУФ-листов «КНАУФ ГИПС Бухара».

## Образование
В 1902 году в Новой Бухаре была открыта 1-я татарская школа.

## Религия
В городе находятся 2 суннитских (Алишер Навои, Шом) и 1 шиитская (Зирабад) мечетей, 1 православный храм Святого Николая Чудотворца и бывшее здание синагоги.

## Транспорт
В начале XX века между Бухарой и Новой Бухарой (Каганом) была построена узкоколейная железная дорога на средства, выделенные Бухарским эмиром.
В 1922 году железнодорожной станции Каган было присвоено название Бухара I, а тупиковая станция, расположенная в 12 км от Кагана (непосредственно в городе Бухаре), стала называться Бухара II.
Между станциями Бухара I и Бухара II до 1960-х годов курсировал пригородный поезд, имевший народное название «Бухарка».
С 1960-х годов на этом участке имеется только грузовое движение (пассажирское движение кратковременно возрождалось в 1994 году).
В 1990 году началось строительство междугородной троллейбусной линии Бухара — Каган, однако позже строительство было законсервировано.

## Достопримечательности
- Дворец эмира Бухарского
- Храм Святого Николая Чудотворца

## Галерея

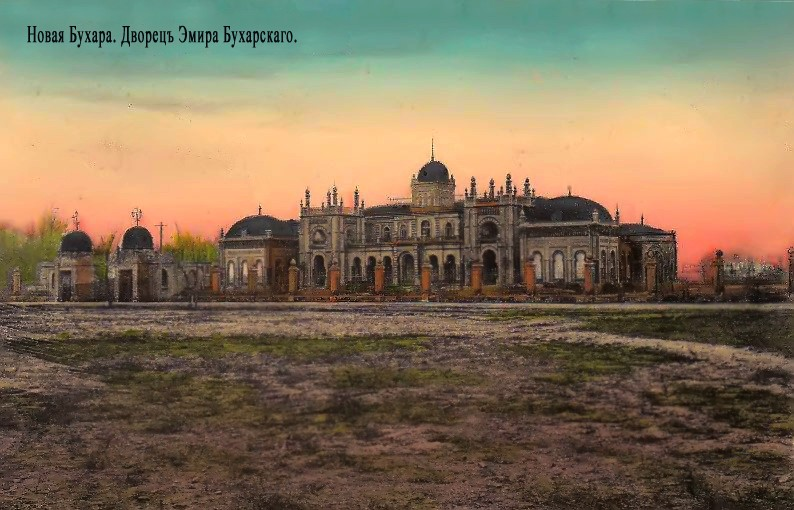
Дворец Эмира Бухарского. XIX век
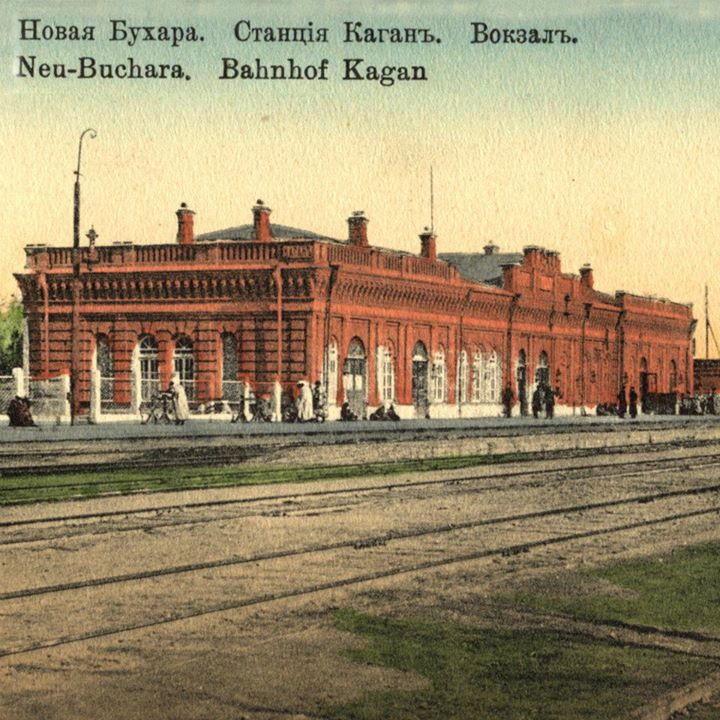
Старое здание вокзала. XIX век
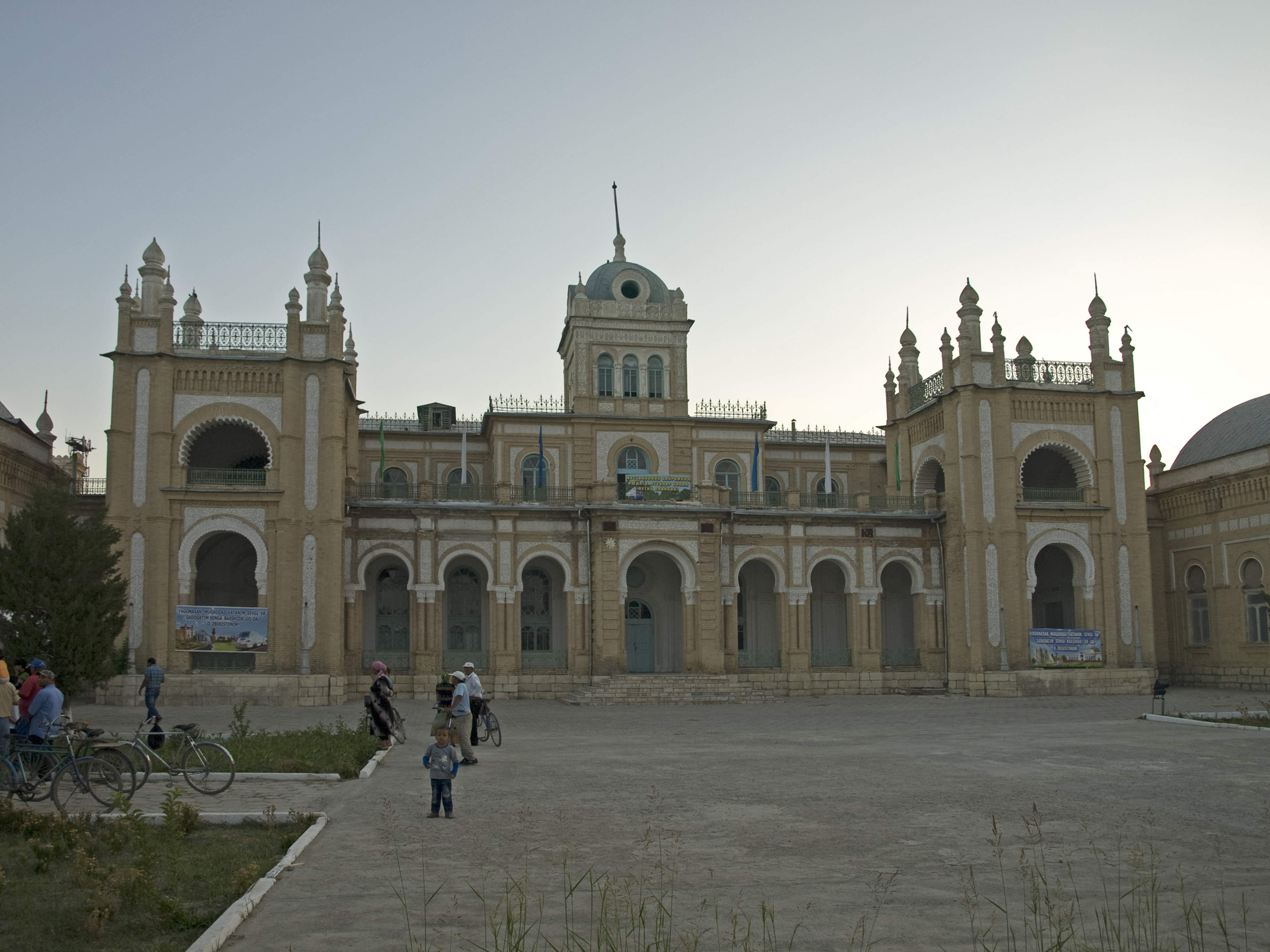
Дворец Эмира Бухарского. 2015 год
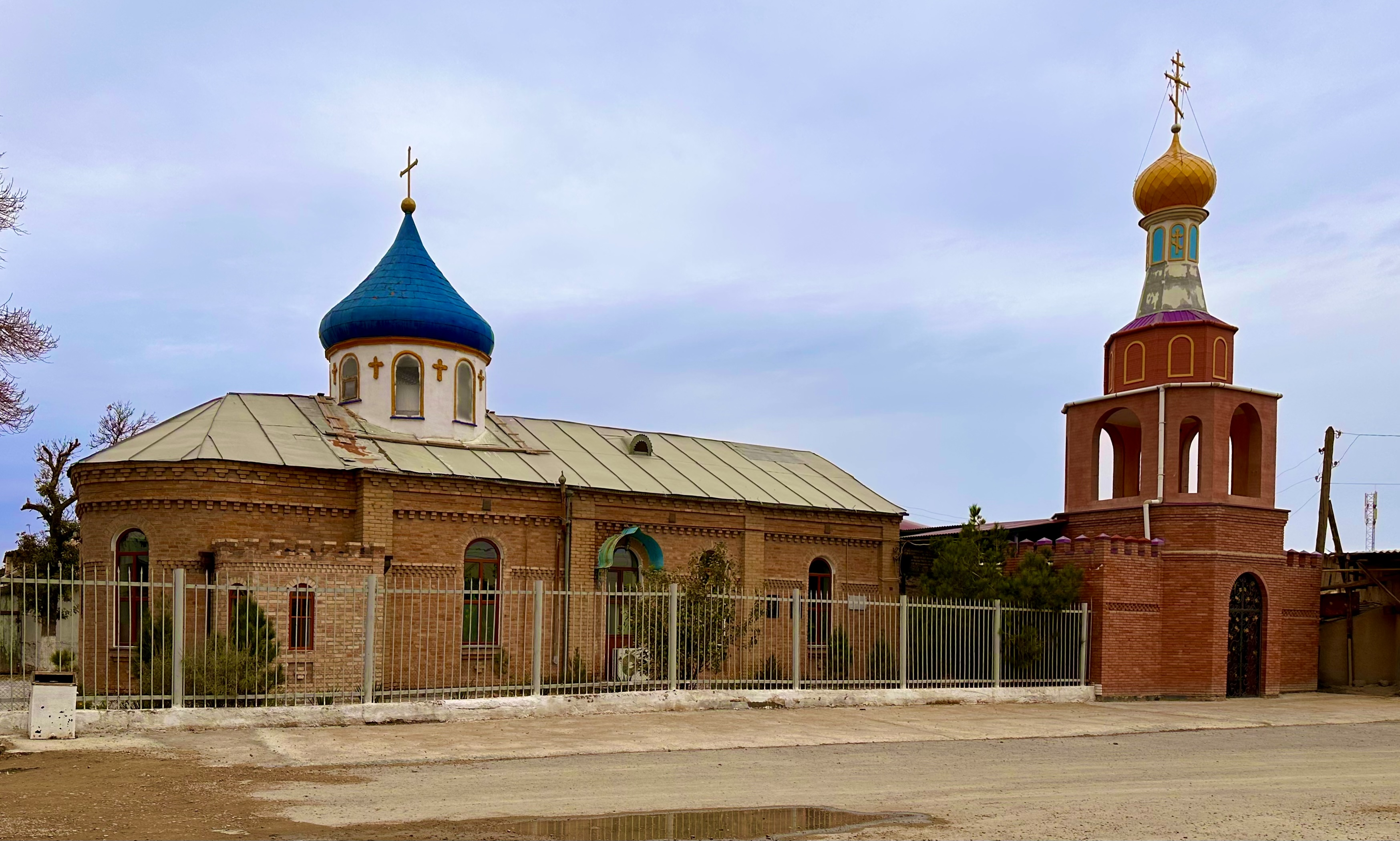
Церковь Николая Чудотворца